# Sanft & Sorgfältig

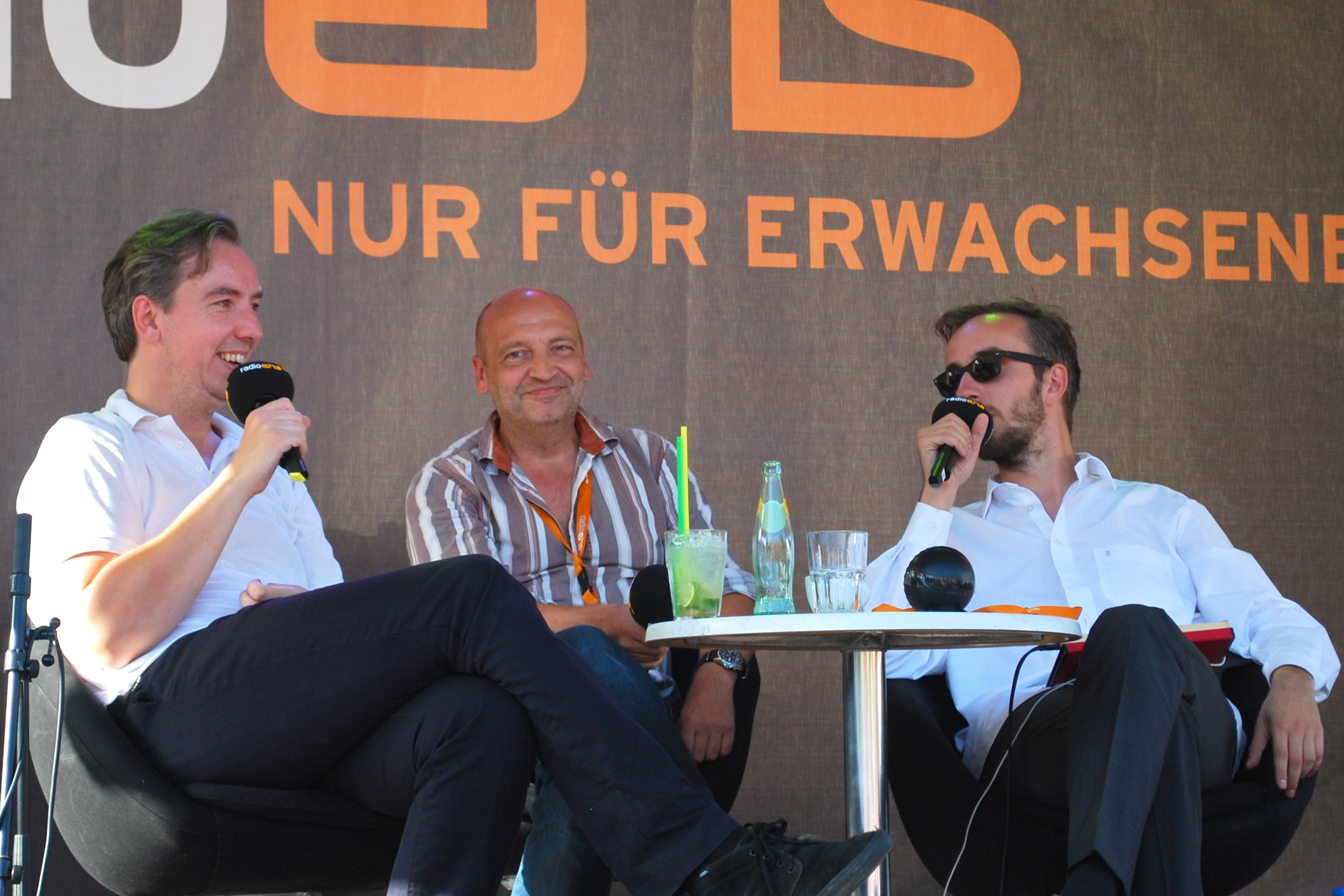
Olli Schulz (l.) und Jan Böhmermann (r.) zusammen mit dem Programmchef von Radio Eins, Robert Skuppin

Sanft & Sorgfältig war eine deutsche Radiosendung, die von Olli Schulz und Jan Böhmermann moderiert wurde. Die Sendung wurde vom 9. September 2012 bis 24. April 2016 immer sonntags auf Radio Eins ausgestrahlt, ab Mai 2014 zusätzlich auf den Sendern You FM, Bremen Vier, N-Joy, Dasding und Puls. Produzent von Sanft & Sorgfältig war die apparat multimedia GmbH, die ehemalige Produktionsfirma von Robert Skuppin und Volker Wieprecht.
Am 15. Mai 2016 startete die Nachfolgesendung unter dem Titel Fest & Flauschig, nunmehr als Podcast bei Spotify.

## Inhalt
Sanft und Sorgfältig war geprägt von Dialogen zwischen Schulz und Böhmermann. Jede Ausgabe hatte ein Motto (etwa „innerer Frieden“ oder „Servicewüste Deutschland“); dieses war aber oft nur ein Nebenthema ihrer Dialoge. Vielmehr erzählten sie sich und den Hörern wahre oder frei erfundene Anekdoten aus ihrem Privatleben, sprachen über aktuelle Ereignisse, schweiften ab oder übertrieben. Zwischendurch wurde Musik gespielt; die Musikauswahl trafen die Moderatoren oder die Musikredaktion des jeweiligen Senders. Der Gesprächsanteil überwog deutlich.
In unregelmäßigen Abständen gab es Rubriken in der Sendung, oft wurden diese in vorangegangenen Ausgaben entwickelt. In „Die großen Fünf“ definierten die beiden Moderatoren ihre jeweilige Top Five eines vorher festgelegten Themas (beispielsweise „Die großen fünf Dinge, die man beim Autofahren tun kann“ oder „Die großen fünf vorstellbaren Schmerzen“). Andere Rubriken waren z. B. „American Nails“ (Jan Böhmermann stellte selbst ausgedachte Nagelmotive vor) oder „Die Spiegel-TV-Vorhersage“, in der Schulz und Böhmermann die wahrscheinlichsten Themen des Spiegel TV Magazins am Sonntagabend prophezeiten. Unregelmäßig gaben Schulz und Böhmermann auch vor, das Studio kurz verlassen zu müssen, worauf sich die Handpuppen Fidi & Bumsi, mit verstellter Stimme von beiden gesprochen, der Mikrofone bemächtigten und einen eigenen Dialog führten.
Als Sanft & Sorgfältig noch ausschließlich auf Radio Eins lief und dort live ausgestrahlt wurde, gab es für Hörer die Möglichkeit, in der Sendung anzurufen und sich mit Schulz und Böhmermann zu unterhalten. Später wurde die Sendung ab und zu gemeinsam mit einem prominenten Gast moderiert. Zu Besuch waren Peter Fox, Bjarne Mädel, Matthias Brandt, Tom Schilling, Nora Tschirner, Ina Müller und Peter Vajkoczy (Direktor der Klinik für Neurochirurgie der Charité).

## Ausstrahlung
Jan Böhmermann und Olli Schulz moderierten bereits vor Sanft & Sorgfältig auf demselben Sendeplatz – allerdings getrennt – auf Radio Eins. Böhmermann hatte die Sendung Zwei alte Hasen erzählen von früher gemeinsam mit Klaas Heufer-Umlauf, Schulz trat in der Sendung 16 und Zwei zusammen mit Joko Winterscheidt auf. Beide Sendungen wurden im zweiwöchigen Turnus ausgestrahlt und wechselten sich daher ab. Am 9. September 2012 vertrat Olli Schulz Klaas Heufer-Umlauf in Zwei alte Hasen erzählen von früher, daher kann dies als erste Sendung im Stil des späteren Sanft & Sorgfältig gewertet werden. Beim nächsten Sendetermin zwei Wochen später wurde die Show in Joko & Klaas mit Olli & Jan umbenannt, ab dem 9. Dezember 2012 trug die Sendung ihren endgültigen Titel Sanft & Sorgfältig.
Anfangs lief auch Sanft & Sorgfältig nur zweiwöchentlich, da die Sendung 16 und 2 weiterhin ausgestrahlt wurde. Ab März 2013 erfolgte die Ausstrahlung wöchentlich. Unterbrochen wurde die Sendung alljährlich von einer etwa zweimonatigen Sommerpause. Diese endete dann mit einer Livesendung beim „radioeins Parkfest“.
Ab dem 25. Mai 2014 wurde Sanft & Sorgfältig über fünf weitere Landesrundfunkanstalten ausgestrahlt. Im Folgenden die ehemaligen Sendetermine:
- Radio Eins (rbb): Sonntag von 16.00 – 18.00 Uhr
- Bremen Vier (Radio Bremen): Sonntag von 16.00 – 18.00 Uhr
- N-Joy (NDR): Sonntag von 18.00 – 20.00 Uhr
- Puls (BR): Sonntag von 18.00 – 20.00 Uhr
- You FM (hr): Sonntag von 18.00 – 21.00 Uhr
- Dasding (SWR): Sonntag von 19.00 – 21.00 Uhr

Bis Januar 2016 lief Sanft & Sorgfältig auch auf Dasding (SWR).
Die verschiedenen Sendungslängen entstanden durch unterschiedliche Anteile von Musik bei den einzelnen Sendern.
Da Sanft & Sorgfältig nicht überall gleichzeitig ausgestrahlt wurde, war eine Livesendung nicht mehr möglich. Die Aufzeichnung geschah meistens am Freitag vor der Sendung.
Sanft & Sorgfältig wurde auch als Podcast angeboten. In den iTunes-Podcastcharts stand Sanft & Sorgfältig regelmäßig auf Platz 1.

## Ende der Sendung
Im Zuge der Böhmermann-Affäre fielen die Folgen vom 10. und 17. April 2016  aus. Stattdessen produzierte Radio Eins eine „Solidaritätssendung“ im Tipi am Kanzleramt, in der u. a. auch die Kabarettisten Florian Schroeder und Arnulf Rating ihre satirische Meinung kundtaten.
In der anschließenden Talkrunde kamen die Journalisten Ebru Tasdemir (taz), Markus Feldenkirchen (Der Spiegel), Lorenz Maroldt (Der Tagesspiegel) und Karikaturist Klaus Staeck zu Wort. Am 24. April 2016 wurde ein „Best of“ des Jahres 2016 gesendet, wobei Olli Schulz die zusammengestellten Blöcke jeweils anmoderierte.
Einen Tag später meldete die Webseite des Branchenblattes horizont.net, Schulz und Böhmermann würden von Mitte Mai 2016 an, mit ihrer Sendung zum Streamingdienst Spotify wechseln. Dieser Wechsel wurde am 26. April 2016 bestätigt. Verbunden ist diese Entscheidung mit einem höheren Honorar für die beiden Moderatoren. Am 15. Mai 2016 startete die Nachfolgesendung unter dem Namen Fest & Flauschig nunmehr als Podcast bei Spotify.